# 横岭镇
横岭镇，是中华人民共和国山西省晋中市和顺县下辖的一个乡镇级行政单位。

## 行政区划
横岭镇下辖以下地区：
横岭村、口则村、广务村、要峪村、西白岩村、东白岩村、庄里村、蚕儿村、壁子村、麒麟沟村、龙旺村、阳照村、榆树湾村、关上村、官庄村、仪城村、石拐村、上北舍村、翟家庄村、油房村和调畅村。